# Peter Kopteff
Peter Kopteff (né le 10 avril 1979 à Helsinki en Finlande) est un joueur de football finlandais. Il joue actuellement au FC Utrecht dans l'Eredivisie. Il joue comme milieu latéral.
Il compte 39 sélections dans l'équipe nationale de Finlande.

## Palmarès
HJK Helsinki
- Championnat de Finlande
  - Champion (1) : 1997
- Coupe de Finlande
  - Vainqueur (2) : 1998, 2000
- Coupe de la Ligue de Finlande
  - Vainqueur (2) : 1997, 1998

 Aalesunds FK
- Coupe de Norvège
  - Vainqueur (1) : 2009